# Cyllecoris histrionius
Cyllecoris histrionius is een wants uit de familie van de blindwantsen (Miridae). De soort werd het eerst wetenschappelijk beschreven door Carl Linnaeus in 1767.

## Uiterlijk
De langwerpige opvallend getekende wants heeft volledige vleugels en kan 6 tot 8 mm lang worden. De pootjes zijn geel of beige. De kop is zwart. Het sterk versmalde halsschild is ook zwart met aan de voor- en achterkant , gele , witte of roodbruine randen. Het scutellum is geel met een zwart gedeelte aan de basis. Het gebied rond het scutellum is roodbruin. De uiteinden van het verharde deel van de voorvleugels (cuneus) zijn geel, en meer naar achteren donkerder met een witte punt aan het uiteinde. Het doorzichtige gedeelte van de voorvleugels is grijs en heeft een lichte vlek. Van de antennes is het eerste segment lang en licht- of donkerrood, de overige segmenten zijn donkerbruin of zwart van kleur.

## Leefwijze
De soort kent één enkele generatie per jaar. De aan het eind van de zomer gelegde eitjes komen na de winter uit. De nimfen leven op wintereik (Quercus petraea) en zomereik (Quercus robur) van de sappen uit de bloeiwijzen. De volwassen wantsen eten kleine rupsen, insecteneieren, bladluizen en bladvlooien en kunnen van april tot juli gevonden worden op eiken bij bosranden, parken en tuinen.

## Leefgebied
De soort komt algemeen Nederland voor en het verspreidingsgebied is Palearctisch, van Europa tot het Midden-Oosten, Siberië en de Kaukasus in Azië